# Солотвин (село)
Соло́твин — село в Україні, в Голобській селищній територіальній громаді Ковельського району Волинської області. Населення становить 194 осіб.

## Географія
Село розташоване на лівому березі річки Стохід.

## Історія
У 1906 році село Голобської волості Ковельського повіту Волинської губернії. Відстань від повітового міста 28 верст, від волості 13. Дворів 64, мешканців 451.

## Населення
Згідно з переписом УРСР 1989 року чисельність наявного населення села становила 199 осіб, з яких 91 чоловік та 108 жінок.
За переписом населення України 2001 року в селі мешкали 192 особи.

### Мова
Розподіл населення за рідною мовою за даними перепису 2001 року:
| Мова       | Відсоток |
| ---------- | -------- |
| українська | 96,39 %  |
| вірменська | 3,61 %   |